# Jean-Marie Vianney Twagirayezu
Jean-Marie Vianney Twagirayezu (* 21. Juli 1960 in Nyundo) ist ein ruandischer römisch-katholischer Geistlicher und Bischof von Kibungo.

## Leben
Jean-Marie Vianney Twagirayezu absolvierte zunächst in der Demokratischen Republik Kongo ein Studium in Handel und Rechnungswesen. Anschließend arbeitete Twagirayezu bei einem staatlichen Unternehmen, bevor er Philosophie und Katholische Theologie am Priesterseminar in Nyakibanda studierte. Am 8. Oktober 1995 empfing er das Sakrament der Priesterweihe für das Bistum Nyundo.
Twagirayezu war zuerst als Pfarrer in Muramba und in Kibingo tätig. 1997 wurde Jean-Marie Vianney Twagirayezu für weiterführende Studien nach Belgien entsandt, wo er im Jahr 2000 an der Université catholique de Louvain bei Maurice Cheza mit der Arbeit L’engagement social de l’Église au Rwanda. Analyse de contenu de la revue Dialogue 1984–1994 („Das soziale Engagement der Kirche in Ruanda. Eine Inhaltsanalyse der Zeitschrift Dialogue 1984–1994“) ein Lizenziat im Fach Pastoraltheologie erwarb. Nach der Rückkehr in seine Heimat wurde er Diözesancaritasdirektor und 2002 zudem Diözesanökonom des Bistums Nyundo. 2009 setzte er seine Studien an der Université catholique de Louvain fort, die er 2016 mit einem weiteren Lizenziat im Fach Projektmanagement abschloss. Ab 2016 fungierte Twagirayezu als Generalsekretär des ruandischen Caritasverbands.
Am 20. Februar 2023 ernannte ihn Papst Franziskus zum Bischof von Kibungo. Der Erzbischof von Kigali, Antoine Kardinal Kambanda, spendete ihm am 1. April desselben Jahres im Stade Cyasemakamba in Kibungo die Bischofsweihe; Mitkonsekratoren waren der Bischof von Ruhengeri, Vincent Harolimana, und der Bischof von Nyundo, Anaclet Mwumvaneza.

## Schriften
- L’engagement social de l’Église au Rwanda. Analyse de contenu de la revue Dialogue 1984–1994. Université catholique de Louvain. Faculté de théologie et de droit canonique, Louvain-la-Neuve 1999.